# 十日町市立千手小学校
十日町市立千手小学校（とおかまちしりつ せんじゅしょうがっこう）は、新潟県十日町市の市立小学校。通称：千手小（せんじゅしょう）。

## 沿革
- 明治7年1月16日 「第6中学第3番小学校新町新田校第一附属千手小」として設立
- 明治16年 校舎新築（水口沢字原田）
- 明治22年「尋常千手小学校」と改称。
- 明治36年 校舎新築（上新井字下の原）
- 明治37年「千手尋常高等小学校」と改称。
- 大正12年「千手尋常高等小学校」と「中野尋常高等小学校」が統合して、「千手尋常高等小学校」を設立。

- 昭和6年 校舎新築。
- 昭和8年 創立60周年記念式挙行。
- 昭和9年 町制施行 千手町となる。 校歌制定（作詞：相馬御風 作曲：中山晋平）
- 昭和16年「千手町千手国民学校」と改称。
- 昭和22年「千手町立千手小学校」と改称。
- 昭和23年「千手小学校愛育会」設立。
- 昭和24年 ミルク給食実施。
- 昭和26年 健康優良学校（県及び郡）
- 昭和28年 設立80周年記念式典挙行 新校歌制定（作詞：堀口大学 作曲：大給正夫）現在の校歌。
- 昭和31年 新校舎（鉄筋3階）完成 「川西町立千手小学校」と改称。町村合併により、川西町誕生。
- 昭和27年 給食棟 竣工
- 昭和40年 創立90周年式典挙行 プール完成、放送設備、中庭整備、校門移転 全日本「良い歯の学校」表彰。
- 昭和42年 制服制定
- 昭和43年  全国特選健康優良学校、グラウンド拡張用地買収、県1位 全国特選健康優良学校祝賀会
- 昭和44年 新潟県保健研究委員会 グラウンド拡張整備総合遊具設置。
- 昭和46年 日本一健康優良学校の栄に輝く（文部省、朝日新聞社） 国旗掲揚塔設置。
- 昭和47年 全日本健康教育発表大会（46年度日本一健康優良学校）
- 昭和48年 創立100年記念式典挙行。「千手小学校愛育会」を「千手小学校PTA」に改称。
- 昭和49年 川西幼稚園、旧校舎一部使用 「良い歯の学校」県表彰
- 昭和50年 プール浄化槽完成（再）川西幼稚園、新園舎に移転。「良い歯の学校」県表彰
- 昭和51年 後援会結成 リード楽器整備。
- 昭和54年 北校舎（鉄筋3階建て）完成。電気暖房、照明棟、コンピュータ等の導入アナライザー、放送室、消火栓等整備の実。「良い歯の学校」県表彰
- 昭和55年 体育館、児童玄関、食堂完成。
- 昭和56年 前庭花壇、学校園、校地境界の整備。
- 昭和57年 砂場設置、花壇増設。「良い歯の学校」県優良校。「花いっぱいコンクール」県最優秀賞（2回目の受賞）。
- 昭和58年 「創意工夫発明展」優秀校
- 昭和59年 ブランコ一基設置。「花いっぱいコンクール」県優秀賞。
- 昭和60年 ブランコ、雲梯増設 大砂場設置及び、工程整備「花いっぱいコンクール」県最優秀賞。
- 昭和61年 飛行等有窓有志設置 県図研川西大会（主会場）「花いっぱいコンクール」県最優秀賞。（2回目の受賞）
- 昭和62年 校庭にブナの木移植。

- 平成5年 創立120周年記念式典挙行。「花いっぱいコンクール特選」
- 平成8年 プール改修（プール内部塗装、プールサイド回収、滑り台新設）裏庭防球ネット設置「のびのび千手小プラン」発行
- 平成15年 創立130周年記念式典挙行 わかぶな広場床張り替え工事 文科省指定「フロンティアスクール事業」研究発表会
- 平成17年「十日町市立千手小学校」に改称。（市町村合併のため）
- 平成25年 創立140周年記念式典挙行。

- 令和5年 創立150周年記念式典挙行。

## クラブ活動
- 自然観察クラブ
- 体操クラブ
- 料理クラブ
- 千手露光クラブ（元々はダンスクラブ）
- バドミントンクラブ

## 学校行事
- 入学式（4月10日前後）
- 運動会（5月後半）
- 高柳自然教室（5年生6月後半〜7月前半）
- 3校合同修学旅行（十日町市立上野小学校、橘小学校とともに、6年生7月前半）
- 親善陸上大会（5、6年生　9月後半）
- 持久走記録会（10月前半〜11月前半）
- 学習発表会（10月後半）
- 親善スキー大会（5、6年生　2月前半）
- アルペンスキー教室（3〜6年生　2月中盤）
- 卒業式（3月後半）